# HSK Komet

Szkic „Kometa” z rozmieszczeniem uzbrojenia (nie pokazano dwóch dział na rufie)

Działania rajderów w rejonie Nauru (kurs „Kometa” – na czerwono)

HSK Komet (HSK7, „Schiff 45") – niemiecki krążownik pomocniczy (rajder) Kriegsmarine okresu II wojny światowej, były motorowy drobnicowiec Ems. Przez marynarkę brytyjską oznaczony jako „Raider B”.

## Geneza i opis
Został zbudowany w stoczni Deschimag, Werk Weser w Bremie jako statek handlowy – motorowiec „Ems”, wodowany 16 stycznia 1937 (pojemność 3287 BRT). Używany był początkowo przez armatora Norddeutscher Lloyd. Na początku wojny został przebudowany na okręt wojenny – krążownik pomocniczy w stoczni w Hamburgu, wszedł do służby w Kriegsmarine 2 czerwca 1940.
Posiadał silniki Diesla, zapewniające prędkość 14,5 węzłów. Okręt oznaczono HSK 7 (Handelsstörkreuzer – krążownik do zwalczania handlu) lub Schiff 45 („Statek 45"), natomiast Brytyjczycy nadali mu nazwę kodową Raider B (drugi zidentyfikowany rajder).
Uzbrojenie główne stanowiło 6 pojedynczych zamaskowanych dział kalibru 150 mm C/16 L/45 z 1500 amunicji. Po dwa działa umieszczone były na burtach przed centralną nadbudówką, za opuszczanymi ścianami. Piąte działo było w osi podłużnej okrętu, za nadbudówką, a szóste – na rufie, w fałszywej nadbudówce. Uzbrojenie uzupełniało krótkolufowe, przestarzałe działo 60 mm L/18 na dziobie, do oddawania strzałów ostrzegawczych. Uzbrojenie przeciwlotnicze stanowiły dwa sprzężone półautomatyczne działka przeciwlotnicze 37 mm C/30 i cztery pojedyncze działka 20 mm. Miał też 6 wyrzutni torped 533 mm w dwóch podwójnych obrotowych aparatach zamaskowanych w nadbudówce i dwóch stałych wyrzutniach podwodnych, zapas wynosił 24 torpedy. Oprócz tego był wyposażony w 30 min dennych TMB. Załogę stanowiło w pierwszym rejsie 269 marynarzy. Przewoził też w ładowniach 15-tonowy ścigacz-stawiacz min LS-2 „Meteorit” i jeden wodnosamolot Arado Ar 196. Był najmniejszym spośród niemieckich krążowników pomocniczych i ostatnim z pierwszej fali rajderów.

## I rejs bojowy
Pierwszym dowódcą i autorem nazwy okrętu „Komet” został komandor Robert Eyssen, który przed wojną pływał po wodach polarnych na statku badawczym „Meteor”. Jako obszar operacyjny wyznaczono mu południowy Pacyfik i Atlantyk, a następnie – rejon Australii. W ramach porozumienia Niemiec z ZSRR, miał się udać tam przez tzw. Przejście Północno-Wschodnie – na północ od ZSRR, radzieckimi wodami terytorialnymi, co było możliwe tylko latem (stronie radzieckiej nie ujawniano przeznaczenia jednostki).

### Przejście drogą północną
W pierwszy rejs bojowy „Komet” wypłynął z Gdyni 3 lipca 1940 i przeszedł w eskorcie trałowców M 17 i M 18 7 lipca do Bergen, gdzie uzupełnił paliwo ze zbiornikowca „Esso”. Po ponad miesięcznym oczekiwaniu na Morzu Barentsa, w drugiej połowie sierpnia „Komet” przeszedł drogą północną na wschód, z pomocą radzieckich lodołamaczy „Lenin”, a następnie „Stalin” i „Łazar Kaganowicz”. Za przeprowadzenie okrętu Rosjanie zażądali zapłaty 950.000 marek (równowartość 130.000 dolarów). 5 września „Komet” przeszedł na południe przez Cieśninę Beringa.
Zamaskowany na radziecki statek „Dieżniew”, „Komet” podjął działania na trasie Jokohama-Vancouver, ale nie napotkał statków alianckich. 2 października podczas startu uległ rozbiciu wodnosamolot okrętu. 14 października okręt spotkał się w atolu Lamotrek na Karolinach ze statkiem zaopatrzeniowym „Kulmerland”. Został następnie ucharakteryzowany na japoński statek „Tokyo Maru” („Kulmerland” – na „Manyo Maru”). 18 października obie jednostki spotkały się z krążownikiem pomocniczym HSK „Orion” i podjęły wspólne działania.

### Działania na południowym Pacyfiku (z HSK „Orion”)
25 listopada 1940 „Komet” napotkał i zatopił po przejęciu załogi, na wschód od Nowej Zelandii, pierwszy statek – nowozelandzki mały parowiec SS „Holmwood” (546 BRT), z ładunkiem owiec (kilkadziesiąt z nich załadowano na rajdery dla mięsa). 27 listopada oba rajdery po krótkiej walce zatrzymały i następnie zatopiły brytyjski motorowiec pasażerski MS „Rangitane” (16.712 BRT) płynący z Auckland do Liverpoolu (przejęto 299 osób załogi i pasażerów, zginęło 5).
Niemiecki zespół przeniósł się następnie na północ, w rejon Nauru. 6 grudnia oba rajdery zatopiły brytyjski parowiec „Triona” (4413 BRT) z ładunkiem żywności (zdjęto 68 osób, zginęły 3). W nocy 7/8 grudnia rajdery zaatakowały statki na redzie Nauru. 7 grudnia „Komet” zatopił tam norweski frachtowiec MS „Vinni” (5181 BRT) (przejęto 32 osoby), a po północy – nowozelandzki frachtowiec SS „Komata” (3900 BRT) („Orion” w tym czasie zatopił statki „Triadic” i „Triaster”). 21 grudnia niemieckie okręty wysadziły większość jeńców (514 osób) na wyspie Emirau w Archipelagu Bismarcka. 22 grudnia niemieckie okręty rozdzieliły się, a „Kulmerland” popłynął do Japonii. 23 grudnia, przed planowaną operacją postawienia min przed Rabaulem ze ścigacza LS-2, zepsuł się jego silnik, dlatego dowódca „Kometa” zatopił ścigacz jako bezużyteczny. 27 grudnia rano „Komet”, po uprzedzeniu radiowym ludności wyspy, zniszczył artylerią urządzenia portowe na Nauru (wystrzeliwując 125 pocisków 150 mm oraz pociski działek przeciwlotniczych). Spłonęło 13.000 t ropy i magazyn z 12.000 fosfatu. Operacja ta wywołała niezadowolenie rządu japońskiego, z powodu zamaskowania rajdera na statek japoński.

### Działania wokół Antarktydy
„Komet” następnie zmienił obszar operacyjny, przekraczając 3 stycznia równik, płynąc na południe. 1 stycznia 1941 Eyssen został awansowany na kontradmirała. Zaproponował on następnie akcję przeciwko statkom wielorybniczym wokół Antarktydy, zaaprobowaną przez Dowództwo Operacji Morskich (SKL). 12 lutego „Komet” przekroczył koło podbiegunowe, a 13 lutego osiągnął najdalszą pozycję na południe spośród niemieckich okrętów podczas II wojny światowej. Mimo to, napotkał jedynie przyjazne statki japońskie (miesiąc wcześniej na akwenie tym alianckie jednostki wielorybnicze zwalczał rajder HSK „Pinguin”). „Komet” zawrócił na północ i 12 marca spotkał się na Wyspach Kerguelena z „Pinguinem” i statkiem zaopatrzeniowym „Alstertor”.

### Działania na Oceanie Indyjskim i koło Nowej Zelandii
„Komet” popłynął następnie na południowo-wschodni Ocean Indyjski, na zachód od Australii, nie napotykając tam jednak przez dwa miesiące statków. 25 marca uzupełnił paliwo z tankowca „Ole Jacob” (zdobytego uprzednio przez rajder HSK „Atlantis”). 21 maja do „Kometa” dołączył statek wielorybniczy „Adjutant” (zdobyty norweski „Pol IX”), który poprzednio służył jako statek rozpoznawczy zatopionego w międzyczasie rajdera „Pinguin”. „Adjutant” został przystosowany następnie do stawiania min i uzbrojony w 20 min TMB, działo 60 mm i 2 działka 20 mm z rozbitego wodnosamolotu. Oba okręty popłynęły na południowy Pacyfik, opływając Australię od południa. 25 i 26 czerwca „Adjutant” pod dowództwem por. mar. Wilfrieda Karstena postawił po 10 min pod nowozelandzkimi portami Lyttelton i Port Nicholson, które jednak nie przyniosły efektów. 28 czerwca zbędny „Adjutant” został zatopiony przez „Kometa”. Między 14 a 21 lipca „Komet” tankował paliwo z zaopatrzeniowca „Anneliese Essberger”.

### Działania w rejonie Wysp Galapagos
Dowódca „Kometa” uzyskał zgodę na postulowany już wcześniej wypad w rejon Wysp Galapagos (do 22 kwietnia 1941 pozostających w amerykańskiej strefie neutralnej). 14 sierpnia 1941 zatopił tam brytyjski frachtowiec MS „Australind” (5020 BRT) płynący do Anglii z ładunkiem cynku i żywności (przejęto 42 osoby, zginęły 3, w tym kapitan). 17 sierpnia „Komet” zdobył holenderski frachtowiec MS „Kota Nopan” (7322 BRT) z cennym dla produkcji wojennej ładunkiem, m.in. gumy, cynku i manganu, po czym 19 sierpnia zatopił brytyjski frachtowiec SS „Devon” (9036 BRT) płynący z drobnicą do Nowej Zelandii (zdjęto 134 osoby załogi). 21 września „Komet” i jego pryz spotkały się na południowy zachód od Galapagos z rajderem HSK „Atlantis”, zdobytym przez niego statkiem „Silvaplana” oraz statkiem zaopatrzeniowym „Münsterland” płynącym z Jokohamy, z którego „Kota Nopan” uzupełnił paliwo. „Komet” przekazał na „Atlantis” 540 pocisków 150 mm oraz benzynę lotniczą, po czym wraz z „Kota Nopan” wybrał się 24 września w rejs powrotny do Niemiec. 10 października jednostki te opłynęły przylądek Horn.

### Powrót do Niemiec i podsumowanie
Na Atlantyku „Kota Nopan” odłączył się i 17 listopada zdołał dopłynąć do Bordeaux w okupowanej Francji. „Komet” zamaskowano na portugalski statek „S. Thome”. 8 listopada przekroczył równik płynąc na północ. 17 listopada spotkał się z okrętem podwodnym U-652, a następnie U-561, które eskortowały go do Zatoki Biskajskiej. 26 listopada okręt, zamaskowany na przerywacz zagród minowych Sperrbrecher 52, pomyślnie dotarł do Cherbourga. W eskorcie trałowców i torpedowców przepłynął następnie do Dunkierki, przy tym 28 listopada zespół był atakowany przez brytyjskie ścigacze z Dover (uszkodzony został torpedowiec T 4, jeden marynarz z „Kometa” został ranny). 29 listopada „Komet” był atakowany przez bombowiec Bristol Blenheim, ale jedna 113-kilogramowa bomba, która trafiła okręt, nie wybuchła i wpadła do wody. 30 listopada 1941 okręt dotarł do Hamburga.
Podczas 516-dniowego rejsu „Komet” okrążył kulę ziemską, przepływając 87 000 mil morskich i osiągając najdalej wysuniętą pozycję na północ, jak i na południe, spośród niemieckich okrętów podczas wojny. Jego rejs drogą północną stanowił spore osiągnięcie nawigacyjne. Jedynie trzy osoby z jego załogi zostały ranne (w tym dwóch lotników). Zatopił 7 statków (w tym dwa wspólnie z „Orionem”) i zdobył jeden, o łącznej pojemności 52.130 BRT (41.567,5 BRT, dzieląc tonaż zatopiony z „Orionem”). W toku całego rejsu „Komet” napotkał także kilka statków, których nie zdołał doścignąć. Dowódca okrętu kadm. Eyssen został 29 listopada odznaczony Krzyżem Żelaznym. Mimo to, sukcesy bojowe okrętu były mniejsze od wszystkich innych niemieckich krążowników pomocniczych, poza „Stierem”.
| Statki zatopione lub zdobyte przez HSK-7 „Komet” | Statki zatopione lub zdobyte przez HSK-7 „Komet” | Statki zatopione lub zdobyte przez HSK-7 „Komet” | Statki zatopione lub zdobyte przez HSK-7 „Komet” | Statki zatopione lub zdobyte przez HSK-7 „Komet” | Statki zatopione lub zdobyte przez HSK-7 „Komet” |
|                                                  | Data                                             | Nazwa                                            | Państwo                                          | Pojemność BRT                                    | Uwagi                                            |
| ------------------------------------------------ | ------------------------------------------------ | ------------------------------------------------ | ------------------------------------------------ | ------------------------------------------------ | ------------------------------------------------ |
| 1.                                               | 25. 11. 1940                                     | SS Holmwood                                      | Nowa Zelandia                                    | 546                                              |                                                  |
| 2.                                               | 27. 11. 1940                                     | MS Rangitane                                     | Wielka Brytania                                  | 16 712                                           | wspólnie z „Orionem”                             |
| 3.                                               | 06. 12. 1940                                     | SS Triona                                        | Wielka Brytania                                  | 4413                                             | wspólnie z „Orionem”                             |
| 4.                                               | 07. 12. 1940                                     | MS Vinni                                         | Norwegia                                         | 5181                                             |                                                  |
| 5.                                               | 07. 12. 1940                                     | SS Komata                                        | Nowa Zelandia                                    | 3900                                             |                                                  |
| 6.                                               | 14. 08. 1941                                     | MS Australind                                    | Wielka Brytania                                  | 5020                                             |                                                  |
| 7.                                               | 17. 08. 1941                                     | MS Kota Nopan                                    | Holandia                                         | 7322                                             | zdobyty, odesłany do Francji                     |
| 8.                                               | 19. 08. 1941                                     | SS Devon                                         | Wielka Brytania                                  | 9036                                             |                                                  |

## II rejs bojowy
W lutym 1942 dowódcą okrętu został komandor Ulrich Brocksien. Działa 150 mm wymieniono na nowsze C/36 o większym zasięgu (do 21,4 km zamiast 12 km). Zwiększono liczbę działek plot 37 mm z 2 do 4. Okrętu nie wyposażono jednak w nowy wodnosamolot, ani ścigacz, nie otrzymał też min. Załogę zmniejszono z 269 do 251 ludzi.
W nocy 7 października 1942 „Komet” z eskortą wyruszył w drugi rejs z Vlissingen, tym razem przez kanał La Manche. 8 października zespół wszedł na nowo postawione pole minowe, na którym zatonęły kutry trałowe R 77, R 78, R 82 i R 86. Zespół zawinął do Dunkierki i wyruszył dalej po przetrałowaniu trasy. 13 października „Komet” wyszedł z Hawru z torpedowcami T 4, T 10, T 14, T 19 i trałowcami. Brytyjczycy, orientując się, że ważna jednostka niemiecka zmierza do portów południowej Francji, podjęli przeciwakcję pod kryptonimem Bowery. W nocy 13 października zespół niemiecki został wykryty przez samolot Fairey Swordfish. Zgodnie z wyliczeniami, 14 października około godz. 2 zespół został przechwycony koło przylądka La Hague przez niszczyciele eskortowe typu Hunt: brytyjskie: HMS „Cottesmore”, „Quorn”, „Albrighton” i norweskie: „Glaisdale” i „Eskdale” oraz kuter torpedowy MTB-236. Na ostrzelanym i trafionym dwoma torpedami MTB-236 „Komecie” doszło do silnego wybuchu wewnętrznego i zatonął on z całą załogą. Niemieckie okręty eskorty odniosły uszkodzenia (zwłaszcza T 10), lecz, mimo walki także z drugim alianckim zespołem (w tym ORP „Krakowiak”), dotarły do Saint-Malo.
„Komet” był drugą co do liczby ofiar jednostką zatopioną w kanale La Manche, po brytyjskim krążowniku HMS „Charybdis” (zatopionym w 1943). W lipcu 2006 wrak „Kometa” został odnaleziony przez Innesa McCartneya.